# Alberto Fernández de la Puebla
Alberto Fernández de la Puebla Ramos (Madrid, 17 november 1984) is een Spaans voormalig wielrenner.
Alberto Fernández begon zijn carrière als prof in 2006 bij Saunier Duval. In zijn eerste jaar kon hij nog geen zeges behalen, al was hij er in de Ronde van Palencia met 2e plaatsen in de 4e en 5e etappe dichtbij.
In 2007 won hij de 3e etappe in de Ronde van Asturië en in diezelfde ronde eindigde hij als 2e in het eindklassement. Ook deed hij het goed in de Clásica Alcobendas met een derde plaats in de algemene stand. In de Euskal Bizikleta boekte hij in de eerste rit zijn tweede profzege door solo over de streep te komen.
In november 2009 werd hij betrapt op doping bij een controle buiten competitie. Hij is voorlopig geschorst in afwachting van zijn B-staal. 

## Belangrijkste overwinningen
2007
- 3e etappe Ronde van Asturië
- 1e etappe Euskal Bizikleta

## Resultaten in voornaamste wedstrijden
| Jaar | Ronde van Italië | Ronde van Frankrijk | Ronde van Spanje |
| ---- | ---------------- | ------------------- | ---------------- |
| 2007 |                  |                     | opgave           |
| 2008 |                  |                     |                  |
| 2009 | 165e             |                     |                  |

| Jaar | Amstel Gold Race | Luik-Bast.‑Luik | Ronde van Lombardije |
| ---- | ---------------- | --------------- | -------------------- |
| 2007 |                  |                 |                      |
| 2008 | 60e              | 27e             |                      |
| 2009 |                  |                 | 24e                  |